# Le Jardin des supplices (film)
 (octobre 2015).
Si vous disposez d'ouvrages ou d'articles de référence ou si vous connaissez des sites web de qualité traitant du thème abordé ici, merci de compléter l'article en donnant les références utiles à sa vérifiabilité et en les liant à la section « Notes et références ».
Pour plus de détails, voir Fiche technique et Distribution.
Le Jardin des supplices est un film français de Christian Gion, sur un scénario de Pascal Lainé, sorti en France en octobre 1976.
Il s’agit en fait, non de l'adaptation du roman homonyme d'Octave Mirbeau, mais de celle d'un mauvais mélodrame grand-guignolesque de Pierre Chaine et André de Lorde, abusivement intitulé Le Jardin des supplices, pièce en trois tableaux, créée au Théâtre du Grand-Guignol le 28 octobre 1922 et reprise en mars 1929 au Théâtre Saint-Georges. Très librement inspirée du roman d'Octave Mirbeau, elle n'a, en fait, qu'un très lointain rapport avec lui.

## Synopsis
C'est en 1926 – soit un tiers de siècle après l'action du roman de Mirbeau – qu'un jeune médecin français compromis dans une sale affaire, Antoine Durrieu, doit fuir la France. Sur le bateau qui le conduit en Chine, en proie à des convulsions prérévolutionnaires, il fait la connaissance de la séduisante et perverse Clara Greenhill (chez Mirbeau, son nom de famille n'apparaît jamais), qui est la fille d'un homme d'affaires puissant et sans scrupules. Il est fasciné par elle et se laisse un jour conduire par elle dans un jardin mystérieux, où il découvre avec horreur qu'elle prend son plaisir à regarder supplicier des esclaves. 

## Fiche technique
- Titre : Le Jardin des supplices
- Réalisation : Christian Gion
- Scénario : Pascal Lainé, d'après le roman éponyme d'Octave Mirbeau (Éditions Fasquelle)
- Photographie : Lionel Legros
- Musique originale : Jean-Pierre Doering
- Son : Pierre Befve
- Montage : Anne-Marie Deshayes
- Décors : Hubert Monloup
- Production : Véra Belmont,  Jean-Pierre Rawson, Anne-Marie Toursky
- Sociétés de production : Stephan Films , Alexia Films
- Société de distribution : Parafrance
- Pays de production :  France
- Langue : français
- Genre : érotique
- Durée : 90 minutes
- Date de sortie : 
  - France : 6 octobre 1976

## Distribution
- Roger Van Hool : Antoine Durrieu.
- Jacqueline Kerry : Clara Greenhill.
- Tony Taffin : M. Greenhill.
- Ysabelle Lacamp : Annie.
- Jean-Claude Carrière : le commandant.
- Raymond Jourdan.
- Robert Bazil.
- Arlette Balkis.
- Jean Rougeul : l'ecclésiastique